# Jorge Castro-Valle Kuehne
Jorge Castro-Valle Kuehne (* 29. Juni 1953 in Mexiko-Stadt) ist ein mexikanischer Botschafter.

## Leben
Jorge Castro-Valle Kuehne ist mit Greta Shelley Castro-Valle verheiratet, sie haben eine Tochter.
Jorge Castro-Valle Kuehne trat 1973 in den auswärtigen Dienst.
Von 1973 bis 1976 war Jorge Castro-Valle Kuehne Attaché an der mexikanischen Botschaft in Wien und studierte internationale Beziehungen an der Universität Wien.
Von 1976 bis 1980 studierte Jorge Castro-Valle Kuehne Rechtswissenschaft an der Nationalen Autonomen Universität von Mexiko.
Von 1978 bis 1979 erhielt er ein Stipendium und war Studentische Hilfskraft am Lehrstuhl für Rechtswissenschaft.
In der Secretaría de Relaciones Exteriores (SRE), war Jorge Castro-Valle Kuehne von 1976 bis 1977 Assessor in der Abteilung für internationale Organisationen.
Von 1979 bis 1982 leitete er das Büro des Saatsekretärs für Wirtschaft im SRE.
Von 1983 bis 1985 war er zum Büro des Außenministers abgeordnet, das er von 1985 bis 1988 leitete.
Von 1989 bis 1990 war Jorge Castro-Valle Kuehne Gesandter und Kanzler der mexikanischen Botschaft in London.
Von 1991 bis 1993 war Jorge Castro-Valle Kuehne Gesandter und Kanzler der mexikanischen Botschaft in Ottawa
Von 1993 bis 1994 war Jorge Castro-Valle Kuehne Gesandter und Kanzler der mexikanischen Botschaft in London.
Er wurde 1994 zum Botschafter befördert.
Von 1994 bis 1998 leitete Jorge Castro-Valle Kuehne im SRE die Abteilung Nordamerika.
Von 1998 bis 2001 war Jorge Castro-Valle Kuehne Stellvertreter des Botschafters in Washington.
Von 2001 bis 2003 war Jorge Castro-Valle Kuehne Botschafter in Stockholm und war gleichzeitig bei den Regierungen von Andris Bērziņš in Lettland und Algirdas Brazauskas in Litauen akkreditiert.
Seit 2004 war Jorge Castro-Valle Kuehne Vorsitzender der Grupo de Embajadores de América Latina y El Caribe in Deutschland.
Der Ende November 2006 ins Amt geprügelte Felipe Calderón, hatte am 25. Januar 2007 einen Auftritt im Vorfeld des G8-Gipfel in Heiligendamm 2007. Auf Anregung von Angela Merkel koordinierte Calderón den G5-Gipfel am 7. Juni 2007 in Berlin. Jorge Castro-Valle Kuehne gelang es teilweise, mit einem Programm aus Jubel-Wolfsburgern von der Kritik an der Menschenrechtssituation in Mexiko abzulenken.
Als Jennifer Lopez den Film Bordertown auf den Internationalen Filmfestspielen Berlin 2007 vorstellte, erschien Jorge Castro-Valle Kuehne nicht zur Premiere und ließ anschließend erklären, er hätte einen Termin auf einer Agrarmesse in Nürnberg wahrgenommen. Sein Bemühen, den attraktiven Teil Mexikos darzustellen, sah er durch Mickie Krauses Finger im Po – Mexiko sabotiert.
Am 15. April 2009 löste Jorge Castro-Valle Kuehne Francisco del Río López als Chef des Protokolls des mexikanischen Außenministeriums ab.
| Vorgänger                     | Amt                                                                    | Nachfolger                    |
| ----------------------------- | ---------------------------------------------------------------------- | ----------------------------- |
| Rosario Green                 | ad hoc Verhandlungsbeauftragter in Berlin 1990                         | —                             |
| Javier Barros Valero          | mexikanischer Botschafter in Helsinki 18. Mai 2001 bis 29. August 2003 | Norma Pensado Moreno          |
| Jorge Eduardo Navarrete López | mexikanischer Botschafter in Berlin 16. Oktober 2003 bis 2009          | Patricia Espinosa Cantellano. |